# Колпаг, Уильям
Уильям Кёртис Колпаг (англ. William Curtis Colepaugh; 25 марта 1918 — 16 марта 2005) — американский гражданин, который стал немецким шпионом, а затем сдался властям после прибытия в США со своим компаньоном для выполнения секретного задания. Его двойное предательство существенно повлияло на действия ВМС США в Атлантике в конце Второй мировой войны.

## Биография

### Ранние годы
После увольнения со службы в 1943 году бежал в нацистскую Германию в 1944 на торговом судне, которое остановилось в Лиссабоне. Колпаг явился в немецкое консульство и, пройдя обучение в оккупированной Гааге, стал немецким шпионом.

### Секретный агент
В шпионской школе Колпага научили владеть разными видами огнестрельного оружия и другим практическим навыкам, необходимым для шпионажа. Затем он был перевезён обратно в США на подлодке U-1230 вместе с немецким агентом Эрихом Гимпелем, высадившись в Хэнкок Пойнт в заливе Мэн 29 ноября 1944 года. Их задача заключалась в сборе технической информации о военных объектах США; также они должны были проникнуть в тайны американского суперсекретного Манхэттенского проекта и создать диверсионную группу для проведения ряда актов саботажа.
Колпаг и Гимпель пробрались в Бостон, а затем на поезде приехали в Нью-Йорк. Вскоре Уильям решил отойти от операции, и когда он посетил своего старого друга, с которым вместе учился в университете, и всё ему рассказал, тот уговорил Колпага обратиться в ФБР. Колпаг предоставил ФБР подробные приметы Гимпеля, что впоследствии помогло задержать последнего.
По указанию Генерального прокурора после их ареста они были переданы американским военным властям. В феврале 1945 года шпионы предстали перед судом (военной комиссией). Они были признаны виновными и приговорены к смерти через повешение, однако этот приговор потом был заменён на пожизненное заключение президентом Гарри Трумэном. Отбыв 15 лет тюремного заключения, Колпаг вышел на свободу в 1960 году.

### Послевоенные годы
После своего освобождения Колпаг переехал в King of Prussia, штат Пенсильвания, близ Филадельфии, где работал в типографии. В дальнейшем он владел и управлял различными бизнесами, продавал шкафы, столы, продукты питания. Был женат и активно занимался общественной деятельностью. Уильям Колпаг умер от осложнений болезни Альцгеймера 16 марта 2005 года в возрасте 86 лет.